# Мустакиллик
Мустакиллик (узб. Mustaqillik / Мустақиллик) — посёлок городского типа, расположенный на территории Каршинского района Кашкадарьинской области Республики Узбекистан.
Статус посёлка городского типа с 2009 года.